# Художественные галереи Москвы
Художественные галереи и выставочные залы Москвы (частные галереи, галереи современного искусства Москвы) — выставочные пространства Москвы, являющиеся выставочными залами / галереями с регулярно сменяющимися выставками, в основном современного искусства (а не музеями с постоянной экспозицией, фондами и проч. культурной деятельностью).

## Характеристика
В современном российском музейном деле и арт-бизнесе существует терминологическое разделение между учреждениями, осуществляющими многогранную музейную деятельность согласно определению ICOM — то есть «музеями» (включая частные музеи), и «галереями», которые сосредоточены на сменных выставках, образовательной или, что наиболее часто — коммерческой деятельности. Галереи менее масштабны, имеют меньше задач, сотрудников и бюджет (в частности, в городе обычно бывает только один музей современного искусства (обычно государственный), но более 10-100 галерей современного искусства (обычно частных).
При этом слово «галерея» в составе выражения «художественная галерея» рудиментарно может употребляться относительно музеев классического формата.
По состоянию на 2023 год в Москве существует около 20 государственных и 30 частных выставочных залов и галерей. В основном они специализируются на современном искусстве (контемпорари-арт), а также на русском и советском искусстве XX века. Некоторые российские частные галереи современного искусства закрываются достаточно быстро после своего основания, также большое их количество в столице (особенно иностранные представительства), закрылись после эпидемии коронавируса и начала военной спецоперации. (См. Категория:Закрывшиеся галереи Москвы). Также в 2020-е годы актуализировался формат квартирных галерей. В России «Ассоциация галерей» (АГА), член Федерации Европейских Ассоциаций Галерей (FEAGA), на конец 2023 года объединяет 23 галереи современного искусства, по преимуществу московские.

## Список
В список включены выставочные залы, галереи и художественные фонды Москвы, в которых проходят публичные выставки, лекции, перформансы и другие мероприятия, открытые для посещения для широкой публики. В списке отсутствуют магазины современного искусства, антикварные магазины и антикварные галереи, которые не устраивают подобных проектов и занимаются только коммерческой деятельностью.
Указано текущее местонахождение (на протяжении своей жизни галереи нередко переезжают). Многие из галерей группируются в арт-кластеры и имеют один и тот же адрес.
В список не включены крупные музеи, имеющие слово «галерея» в своем названии (Третьяковская галерея, Галерея Зураба Церетели).

### Государственные галереи и выставочные залы
| Фото | Название                                                        | Адрес                                  | Описание экспозиции |
| ---- | --------------------------------------------------------------- | -------------------------------------- | --- |
|      | Выставочные залы РОСИЗО                                         | Петроверигский пер., 4/1               | https://rosizo.ru/ |
|      | Выставочные залы Государственного музея А. С. Пушкина на Арбате | Старый Арбат, 55/Денежный переулок, 32 | |
|      | Объединение «Выставочные залы Москвы»                           |                                        | По состоянию на 2023 год объединение включает около 20 государственных выставочных залов и галерей в спальных районах города  |
|      | ГРАУНД Солянка                                                  | ул. Солянка, 1/2, стр. 2               | |
|      | Центральный зал союза художников России на Крымском Валу        | Крымский Вал, 10                       | Выставочные пространства Союза художников РФ в бывшем здании ЦДХ, на «антресолях» нынешнего Западного крыла Новой Третьяковки |

### Галереи при ВУЗах
Выставочные залы при высших учебных заведениях.
- Галерея ВХУТЕМАС (при МАРХИ)
- Галерея ЗНУИ
- HSE ART GALLERY — галерея современного искусства на базе Школы дизайна НИУ ВШЭ.

### Арт-кластеры
Здания и кварталы, являющиеся вместилищем большого числа галерей одновременно.
| Фото | Название                      | Адрес                                                   | Описание экспозиции                                                                                 |
| ---- | ----------------------------- | ------------------------------------------------------- | --------------------------------------------------------------------------------------------------- |
|      | Винзавод                      | 4-й Сыромятнический переулок, 1, стр. 6. Метро Курская. | Арт-кластер, бывший завод, в пространстве которого работает много галерей.                          |
|      | Центр Дизайна Artplay         | Нижняя Сыромятническая улица, 10. Метро Курская.        | Арт-кластер, бывший завод.                                                                          |
|      | ЦТИ «Фабрика»                 | Переведеновский переулок, 18                            | Арт-кластер, бывшая фабрика.                                                                        |
|      | Пространство Cube             | Тверская ул., 3                                         | |
|      | Арт-кластер «Красный октябрь» |                                                         | |
|      | «Гостиный двор»               | ул. Ильинка, 4                                          | |
|      | Галерейный центр «Артефакт»   | ул. Пречистенка, 30                                     | Преимущественно собрал под своей крышей галереи, занимающиеся антиквариатом и советским искусством. |

### Частные галереи
| Название                                                | Адрес                                                                      | Описание                                                                                                   |
| ------------------------------------------------------- | -------------------------------------------------------------------------- | --- |
| 11.12 Gallery                                           | 4-й Сыромятнический пер., 1/8, стр. 9, ЦСИ «Винзавод»                      | Основана в 2006 году. Современное искусство. Владелец Александр Шаров.                                     |
| 15/10                                                   | Б.Афанасьевский пер., 15, стр. 10                                          | |
| Арт 4                                                   | Хлыновский тупик, 4                                                        | Основан в 2007 году. Аукцион и галерея коллекционера Игоря Маркина, современное искусство                  |
| Быль/Небыль                                             | Съезжинский переулок, 10, стр. 1                                           | Современный русский стиль                                                                                  |
| Веллум                                                  | Гостиный двор                                                              | Серебряный век, советское искусство, нонконформизм. Галерея Любови Агафоновой                              |
| Восточная галерея                                       |                                                                            | Современное искусство. Владелец Михаил Агроскин                                                            |
| Галеев-галерея                                          | Пречистенка, 40/2с2                                                        | Галерея Ильдара Галеева. Специализируется на довоенном советском искусстве.                                |
| Галерея на Чистых прудах                                | Чистопрудный бульвар, 5                                                    | |
| Галерея классической фотографии                         | Саввинская набережная, 23, стр. 1                                          | Галерея фотографии.                                                                                        |
| Гридчинхолл                                             | Московская обл., Красногорский г.о., село Дмитровское, ул. Центральная, 23 | Галерея и арт-резиденция, современное искусство. Владельцы Сергей и Светлана Гридчины                      |
| ГУМ-Red-Line                                            | Красная пл., 3, ГУМ, 3 этаж, 1 линия                                       | Современное искусство.                                                                                     |
| Е. К. АртБюро                                           |                                                                            | Владелецы галереи — Елена Куприна-Ляхович и Елена Еременко                                                 |
| Галерея Кирилла Данелия — Fusion Culture Gallery        | Поварская улица, 31/29                                                     | Специализация на искусстве Древнего и Дальнего Востока.                                                    |
| Крокин галерея                                          | Климентовский пер., 9/1                                                    | Современное искусство. Владелец Михаил Крокин                                                              |
| Культ проект                                            | Пространство Cube                                                          | Современное искусство. Владельцы Юлия Манусевич, Ирина Солнцева                                            |
| ЛУЧ                                                     | Пространство Cube                                                          | |
| М’АРС (Центр «Марс»)                                    | Пушкарев пер., 5                                                           | Частная галерея современного искусства, основана в 1988 году                                               |
| Галерея Мамонтовых                                      | Лаврушинский пер., 11, корп. 1                                             | Частная галерея Марины и Валерия Мамонтовых                                                                |
| Музей нонконформизма                                    | Мясницкая, 24/7, стр. 2                                                    | Ранее — Галерея Нади Брыкиной / Nadja Brykina Gallery                                                      |
| Наковальня                                              | Пречистенская наб., 17-19                                                  | Современное искусство.                                                                                     |
| Наши художники                                          | Сеченовский пер. 2                                                         | Основана в 1995 году                                                                                       |
| Открытый клуб                                           | ул. Спиридоновка, д.9/2                                                    | |
| Первая московская галерея восточной живописи            | М.Кисельный пер., 3, стр. 2                                                | Восточное искусство                                                                                        |
| ПиранезиLAB                                             | ЦТИ «ФАБРИКА», Переведеновский переулок, д.18, стр.2                       | Основатель галереи — Алексей Веселовский                                                                   |
| Промграфика                                             | Подсосенский пер., 24                                                      | |
| Триумф                                                  | ул. Ильинка, д. 3/8, стр. 5; ул. Новокузнецкая, д. 40                      | Современное искусство.                                                                                     |
| Центр фотографии имени братьев Люмьер (Lumiere Gallery) | Большая Полянка, 61, стр. 1                                                | Частный музей фотографии. Основатель и главный куратор Наталья Григорьева-Литвинская                       |
| Эритаж                                                  | Петровка, 20/1                                                             | |
| Alina Pinsky Gallery                                    | Пречистенка, 28                                                            | Открылась в 2017 году.                                                                                     |
| Altmans Gallery                                         | Новинский бульвар 31                                                       | Тиражная графика, современное искусство. Владелец — Егор Альтман                                           |
| Art&Brut                                                | Армянский пер., 1/8, стр. 1                                                | Современное искусство.                                                                                     |
| Artstory                                                | Старопименовский пер., 14                                                  | Современное искусство. Владельцы галереи — Михаил Опенгейм, Люсинэ Петросян                                |
| ArtZip                                                  |                                                                            | Современное искусство.                                                                                     |
| Askeri Gallery                                          |                                                                            | Современное искусство. Галерея Полины Аскери                                                               |
| A-s-t-r-a                                               | Винзавод                                                                   | Современное искусство. Владелец Алина Крюкова                                                              |
| Центр визуальной культуры Béton                         |                                                                            | Галерея со специализацией на фотографии, в том числе старинной                                             |
| Buro All Gallery                                        | Б.Саввинский пер., 12, стр. 5                                              | |
| Fine Art                                                | Винзавод                                                                   | Современное искусство. Основатели галереи — Марина Образцова, Ирина Филатова. Совладелец — Андрей Образцов |
| Elohovskiy Gallery                                      | Елоховский пр., 1, стр. 2                                                  | Культурный центр, в котором выставляется российское искусство и уникальные книги.                          |
| HSE Art Gallery                                         | М.Пионерская, 12                                                           | |
| Generative Gallery                                      | Винзавод                                                                   | Открылось в 2023 году. Проект мультимедийной студии Radugadesign                                           |
| NK Gallery                                              | Пространство Cube                                                          | |
| Omelchenko Gallery                                      | Староконюшенный пер., 32                                                   | Современное искусство.                                                                                     |
| ORDYNKA ART GALLERY                                     | Большой Ордынский переулок, д.4, стр.4                                     | Основана в 2021 году                                                                                       |
| Osnova                                                  | Пространство Cube                                                          | |
| Pennlab Gallery                                         | Винзавод                                                                   | |
| Pogodina gallery                                        |                                                                            | Современное искусство. Владелец — Вера Погодина                                                            |
| Pop/off/art                                             | 4-й Сыромятнический пер., 1, стр. 6, ЦСИ «Винзавод»                        | Современное искусство, нонконформизм.                                                                      |
| Postrigay Gallery                                       | Пространство Cube                                                          | Галерея Анастасии Постригай.                                                                               |
| Serene                                                  | 1-й Зачатьевский переулок, 8с1                                             | |
| Sistema Gallery                                         | Бобров пер., 4, стр. 3                                                     | |
| Syntax Gallery (Синтаксис)                              | Пространство Cube                                                          | Современное искусство. Основана в 2019 году Эльвирой Терноградской                                         |
| Totibadze Gallery                                       | Винзавод                                                                   | Современное искусство. Владелец галереи — Марина Цурцумия                                                  |
| Triangle                                                | Винзавод                                                                   | |
| Vladey                                                  | два пространства: на Винзаводе и на Неглинной ул.                          | Современное искусство. Бывш. Ovcharenko, Regina Gallery.                                                   |
| VS Gallery                                              | М.Ордынка, 19                                                              | |
| XL Галерея                                              | Винзавод                                                                   | Современное искусство. Владелец Елена Селина                                                               |
| Yolka Art                                               | Ходынский б-р, 20а                                                         | |

### Фонды частных коллекционеров
| Название                               | Адрес                                                                         | Описание                                                                      |
| -------------------------------------- | ----------------------------------------------------------------------------- | ----------------------------------------------------------------------------- |
| Выставочный зал фонда Андрея Чеглакова | Пречистенка                                                                   |                                                                               |
| Фонд культуры «Екатерина»              | ул. Кузнецкий мост, д.21/5                                                    |                                                                               |
| Фонд «Сфера»                           |                                                                               | Ранее — фонд современного искусства Владимира Смирнова и Константина Сорокина |
| Фонд In Artibus                        | Пречистенская наб., 17/19                                                     | Фонд Инны Баженовой, выставляет в том числе и классическое искусство          |
| Центр Вознесенского                    | Большая Ордынка, д. 46, стр. 3                                                |                                                                               |
| Фонд Stella Art Foundation             |                                                                               |                                                                               |
| Фонд Ruarts                            | 1-й Зачатьевский пер., 10 (галерея); Трубниковский пер., 6 (выставочные залы) | Владелец галереи — Марианна Сардарова                                         |

### Арт-пространства и арт-центры
Частные арт-пространства, креативные пространства, event-площадки, предназначенные для публичных арт-мероприятий в сфере современного искусства, иммерсивных шоу и т. п..
| Название                                  | Адрес                                     | Описание |
| ----------------------------------------- | ----------------------------------------- | -------- |
| Дизайн-завод                              | ул. Большая Новодмитровская, 36           |          |
| Пространство «Люмьер-холл»                | Берсеневский пер. д.2, стр.1              |          |
| Арт-пространство «К320»                   | Городская, 8, БЦ «Мосэнергострой», 3 этаж |          |
| Арт-пространство Luminar                  | 2-я Останкинская, 3 (ВДНХ)                |          |
| Центр перформативного искусства The Place | Гончарная ул., 26/1                       |          |
| Vekarta                                   |                                           |          |
|                                           |                                           |          |

### Особняки и исторические здания
Старинные особняки и иные здания Москвы, находящиеся в частном владении или долгосрочной аренде, и предоставляемые своими владельцами для временных выставок и иных арт-деятельностей.
| Илл. | Название                     | Адрес                                    | Описание                                                                                               |
| ---- | ---------------------------- | ---------------------------------------- | --- |
|      | Путевой дворец Василия III   | ул. Старая Басманная, 15, стр. 3         | |
|      | Усадьба Зубовых              | ул. Александра Солженицына, д. 9, стр. 1 | |
|      | Особняк Морозовых            | Подсосенский переулок 21/1               | |
|      | Усадьба Муравьёвых-Апостолов | Старая Басманная улица, 23/9, стр.1.     | Пространство для выставок, проходящих нерегулярно, в отреставрированном особняке Муравьёвых-Апостолов. |
|      | Хлебозавод № 9. Бойлерная    | Новодмитровская, 1, стр. 17              | |

### Закрывшиеся галереи
См. Категория:Закрывшиеся галереи Москвы